# ۱۵۶۴ (میلادی)
۱۵۶۴ (میلادی) هزار و پانصد و شصت و چهارمین سال تقویم میلادی است.

## زادگان
- 15 فوریه - گالیلئو گالیله : فیزیکدان و منجم ایتالیایی.

‎